# Энерамо, Майкл
Майкл Энерамо (англ. Michael Eneramo; 26 ноября 1985, Кадуна, Нигерия) — нигерийский футболист, нападающий турецкого клуба «Тюрк». Выступал за сборную Нигерии.

## Карьера
Энерамо начал свою карьеру в клубе «Лоби Старз», в 2004 году перешёл в тунисский топ-клуб «Эсперанс», затем он был отдан в аренду клубу «Алжир» и играл в нём с 2004 по 2006, и забил 13 голов. Энерамо сделал золотой дубль с «Эсперансом» в 2007 году и присоединился на правах аренды к «Аль-Шабабу» в июле 2007 года, но вернулся уже в декабре того же года. 19 января 2011 года Энерамо присоединился к турецкому «Сивасспору».
С 2009 года по 2010 год выступал за сборную Нигерии. Провёл за неё 10 матчей и забил 3 гола.